# Adempiere
ADempiere – pakiet oprogramowania typu Enterprise Resource Planning (ERP) udostępniony na licencji otwartego oprogramowania. Słowo „adempiere” oznacza po włosku „spełniać” albo „realizować”.
Oprogramowanie podlega licencji GPLv2.

## Historia
Project ADempiere powstał we wrześniu 2006 roku. Konflikt pomiędzy społecznościa tworzącą oprogramowanie Compiere a ich komercyjnym sponsorem doprowadził do utworzenia ADempiere jako Podział projektu informatycznego na bazie Compiere.
W ciągu kilku tygodni od podziału ADempiere znalazł się wśród pięciu najpopularniejszych projektów w rankingu SourceForge i od tamtej pory pozostał już w gronie projektów znajdujących się na szczycie listy. Tak wysoka pozycja jest odzwierciedleniem zarówno wielkości społeczności twórców jak również wpływem jaki ADempiere wywiera na rynek oprogramowania ERP.

## Cele projektu
Celem projektu jest powstanie otwartego rozwiązania biznesowego tworzonego i wspieranego przez wspólnotę pasjonatów. Społeczność ADempiere kieruje się otwartym modelem oprogramowania Bazaar opisanym w artykule Erica Raymonda The Cathedral and the Bazaar.

## Obszary zastosowań
ADempiere znajduje zastosowanie w następujących obszarach działalności przedsiębiorstw:
- Planowanie zasobów przedsiębiorstwa (ERP)
- Zarządzanie łańcuchem dostaw (SCM)
- Zarządzanie relacjami z klientami (CRM)
- Rachunkowość zarządcza
- Posiada zintegrowany Punkt sprzedaży (POS)
- Posiada zintegrowany sklep internetowy
- Planowanie zapotrzebowania materiałowego (MRP)

## Struktura projektu
Wszyscy członkowie społeczności mają prawo wypowiedzi na forach dyskusyjnych. Ze względów praktycznych projekt jest zarządzany przez radę członków, którzy aktywnie tworzą kod źródłowy. Rada wybiera ze swego grona lidera, który pełni rolę project managera. Rada realizuje następujące cele:
- Wspiera decyzje podejmowane przez lidera.
- Akceptuje nowo powstający kod źródłowy.
- Definiuje kierunki przyszłego rozwoju.
- Recenzuje i aprobuje specyfikacje.
- Przeprowadza głosowania nad nową funkcjonalnością.
- Aprobuje zmiany w jądrze programu.

## Technologia
ADempiere rozwijane jest na bazie technologii Java EE, ze szczególnym wykorzystaniem serwera aplikacji JBOSS. Na chwilę obecną wspierane są systemy bazodanowe Oracle i PostgreSQL. Aktualnie trwa implementacja wsparcia dla MySQL.

## Architektura systemu
ADempiere odziedziczyło słownik danych po projekcie Compiere. Architektura ta rozszerza pojęcie słownika danych na całą aplikację. Dzięki temu obiekty w aplikacji, jak np. tabele, reguły weryfikacji ich zawartości jak również wygląd i struktura graficznego interfejsu użytkownika mogą być kontrolowane bezpośrednio z aplikacji. W praktyce oznacza to zazwyczaj, że dopasowanie aplikacji do indywidualnych potrzeb nie wymaga kodowania. Dzięki temu możliwe jest bardzo szybkie wdrożnie pod kątem konkretnych potrzeb biznesowych.